# Paracles dukinfieldia
Paracles dukinfieldia är en fjärilsart som beskrevs av William Schaus 1896. Paracles dukinfieldia ingår i släktet Paracles och familjen björnspinnare. Inga underarter finns listade i Catalogue of Life.